# Kiril Nikolovski
Kiril Nikolovski (en macédonien : Кирил Николовски), né le 9 juin 1988, à Skopje, en Macédoine, est un joueur macédonien de basket-ball. Il évolue au poste de pivot.

## Palmarès
- Champion de Macédoine 2013, 2014, 2015
- Coupe de Macédoine 2013